# Limnaecia orthochroa
Limnaecia orthochroa là một loài bướm đêm thuộc họ Cosmopterigidae. Loài này có ở Úc.